# Theroscopus similis
Theroscopus similis là một loài tò vò trong họ Ichneumonidae.